# James Levine
James Lawrence Levine, ameriški dirigent in pianist, * 23. junij 1943, Cincinnati, Ohio, ZDA, † 9. marec 2021, Palm Springs, Kalifornija, ZDA. 
Levine je bil znan kot dolgoletni glavni dirigent in umetniški vodja (glasbeni direktor) Metropolitanske opere v New Yorku (1976 - 2016). Tam je kot dirigent debitiral leta 1971 v Puccinijevi Tosci. V vseh teh letih je dirigiral na več kot 2.500 predstavah 85 različnih oper. Sodeloval je s skoraj vsemi največjimi opernimi pevci.
Sodeloval je tudi s številnimi drugimi ansambli (npr. bostonski simfonični orkester, berlinski filharmoniki, muenchenski filharmoniki, dunajski filharmoniki) in gostoval na festivalih (Salzburg in Bayreuth).